# City Slang
La City Slang è un'etichetta discografica indipendente tedesca fondata a Berlino, nel 1990, da Christof Ellinghaus.
Nata in origine esclusivamente per pubblicare l'album In a Priest Driven Ambulance dei The Flaming Lips, la City Slang è diventata poi, quasi per caso, una vera e propria label attraverso una lungimirante politica di importazione e distribuzione di alcune band indipendenti americane (tra cui The Lemonheads, Das Damen e Yo La Tengo) in cerca di un'etichetta attraverso cui sbarcare nel mercato europeo.

## Artisti
- Alexi Murdoch
- Arcade Fire
- Barbara Panther
- Broken Social Scene
- Caribou
- Calexico
- Dan Mangan
- Dear Reader
- Get Well Soon
- Goldrush
- Health
- Herman Düne
- Lambchop
- Laura Gibson
- Menomena
- Nada Surf
- Norman Palm
- O'Death
- Port O'Brien
- Royal Bangs
- Rudy Rotta
- Schneider TM
- Sophia
- Stars
- The Notwist
- Tindersticks
- To Rococo Rot
- Tu Fawning
- Wye Oak